# Rio Guaíba
Der Rio Guaíba oder Lago Guaíba ist der etwa 50 km lange, etwa 496 km² umfassende Zusammenfluss von 5 Flüssen im Bundesstaat Rio Grande do Sul im Süden Brasiliens. Im Nordosten des Ästuars liegt Porto Alegre.
Das hydrografische Becken umfasst die Bereiche:
- Rio Gravataí,
- Rio dos Sinos mit den Großstädten Novo Hamburgo und São Leopoldo,
- Rio Caí, der durch Caxias do Sul fließt,
- Rio Taquari und
- Rio Jacuí.

Der Rio Guaíba, der wie eine Lagune wirkt, geht in die noch weitaus größere Lagoa dos Patos über.
Einige der Zuflüsse wurden durch Industrieabwässer (z. B. Lederindustrie), Pestizide und ungeklärte Haushaltsabwässer stark verunreinigt. Dies führte zu vielfältigen öffentlichkeitswirksamen Kampagnen von Umweltschutzgruppen, die Stadtbewohner, Bauern und indigene Gruppen in den ursprünglichen Wäldern (Mata Atlântica) der Quellgebiete der Flüsse zusammenbrachten.